# Peperomia praetenuis
Peperomia praetenuis är en pepparväxtart som beskrevs av William Trelease. Peperomia praetenuis ingår i släktet peperomior, och familjen pepparväxter. Inga underarter finns listade i Catalogue of Life.